# Tuffi ai campionati mondiali di nuoto 2007
Le competizioni di Tuffi ai Campionati mondiali di nuoto 2007 si sono svolte dal 19 al 26 marzo 2007. Tutti gli eventi sono stati disputati al Melbourne Sports and Aquatic Centre di Melbourne.

## Calendario
| Data          | Ora   | Evento                                         |
| ------------- | ----- | ---------------------------------------------- |
| 19 marzo 2007 | 10:00 | Eliminatorie trampolino 3 m sincro maschile    |
| 19 marzo 2007 | 12:00 | Eliminatorie piattaforma 10 m sincro femminile |
| 19 marzo 2007 | 17:30 | Finale trampolino 3 m sincro maschile          |
| 19 marzo 2007 | 20:45 | Finale piattaforma 10 m sincro femminile       |
| 20 marzo 2007 | 10:00 | Eliminatorie trampolino 1 m maschile           |
| 20 marzo 2007 | 18:30 | Eliminatorie piattaforma 10 m femminile        |
| 21 marzo 2007 | 10:00 | Semifinale B trampolino 1 m maschile           |
| 21 marzo 2007 | 10:48 | Semifinale A trampolino 1 m maschile           |
| 21 marzo 2007 | 12:00 | Semifinale piattaforma 10 m femminile          |
| 21 marzo 2007 | 17:30 | Finale trampolino 1 m maschile                 |
| 21 marzo 2007 | 20:30 | Finale piattaforma 10 m femminile              |
| 22 marzo 2007 | 10:00 | Eliminatorie trampolino 3 m maschile           |
| 22 marzo 2007 | 18:30 | Eliminatorie trampolino 1 m femminile          |
| 23 marzo 2007 | 10:00 | Semifinale A trampolino 1 m femminile          |
| 23 marzo 2007 | 10:42 | Semifinale B trampolino 1 m femminile          |
| 23 marzo 2007 | 12:00 | Semifinale trampolino 3 m maschile             |
| 23 marzo 2007 | 18:00 | Finale trampolino 1 m femminile                |
| 23 marzo 2007 | 20:30 | Finale trampolino 3 m maschile                 |
| 24 marzo 2007 | 10:00 | Eliminatorie trampolino 3 m femminile          |
| 24 marzo 2007 | 18:30 | Eliminatorie piattaforma 10 m maschile         |
| 25 marzo 2007 | 10:00 | Semifinale trampolino 3 m femminile            |
| 25 marzo 2007 | 12:00 | Semifinale piattaforma 10 m maschile           |
| 25 marzo 2007 | 15:00 | Finale trampolino 3 m femminile                |
| 25 marzo 2007 | 17:00 | Finale piattaforma 10 m maschile               |
| 26 marzo 2007 | 10:00 | Eliminatorie trampolino 3 m sincro femminile   |
| 26 marzo 2007 | 12:00 | Eliminatorie piattaforma 10 m sincro maschile  |
| 26 marzo 2007 | 15:30 | Finale trampolino 3 m sincro femminile         |
| 26 marzo 2007 | 17:07 | Finale piattaforma 10 m sincro maschile        |

## Podi

### Uomini
| Evento                     | Oro                    | Perform. | Argento                                  | Perform. | Bronzo                                    | Perform. |
| Tuffi individuali          |                        |          |                                          |          |                                           |          |
| Trampolino 1m (dettagli)   | Luo Yutong             | 477.40   | He Chong                                 | 469.85   | Cristopher Sacchin                        | 441.40   |
| Trampolino 3m (dettagli)   | Qin Kai                | 545.35   | Alexandre Despatie                       | 518.65   | Dmitrij Sautin                            | 517.10   |
| Piattaforma 10m (dettagli) | Gleb Gal'perin         | 554.70   | Zhou Lüxin                               | 519.15   | Lin Yue                                   | 513.70   |
| Tuffi sincronizzati        |                        |          |                                          |          |                                           |          |
| Trampolino 3m (dettagli)   | Cina Qin Kai Wang Feng | 458.76   | Canada Alexandre Despatie Arturo Miranda | 418.92   | Germania Tobias Schellenberg Andreas Wels | 414.54   |
| Piattaforma 10m (dettagli) | Cina Lin Yue Huo Liang | 489.48   | Russia Gleb Gal'perin Dmitrij Dobroskok  | 467.16   | Stati Uniti David Boudia Thomas Finchum   | 463.56   |

### Donne
| Evento                     | Oro                         | Perform. | Argento                              | Perform. | Bronzo                                  | Perform. |
| Tuffi individuali          |                             |          |                                      |          |                                         |          |
| Trampolino 1m (dettagli)   | He Zi                       | 316.65   | Blythe Hartley                       | 311.20   | Julija Pachalina                        | 304.60   |
| Trampolino 3m (dettagli)   | Guo Jingjing                | 381.75   | Wu Minxia                            | 368.80   | Tania Cagnotto                          | 341.70   |
| Piattaforma 10m (dettagli) | Wang Xin                    | 432.85   | Chen Ruolin                          | 410.30   | Christin Steuer                         | 386.85   |
| Tuffi sincronizzati        |                             |          |                                      |          |                                         |          |
| Trampolino 3m (dettagli)   | Cina Guo Jingjing Wu Minxia | 355.80   | Germania Ditte Kotzian Heike Fischer | 318.45   | Australia Sharleen Stratton Briony Cole | 313.14   |
| Piattaforma 10m (dettagli) | Cina Jia Tong Chen Ruolin   | 361.32   | Australia Briony Cole Melissa Wu     | 324.00   | Germania Annett Gamm Nora Subschinski   | 306.63   |

## Medagliere
| Posizione | Paese       |    |    |    | Totale |
| --------- | ----------- | -- | -- | -- | ------ |
| 1         | Cina        | 9  | 4  | 1  | 14     |
| 2         | Russia      | 1  | 1  | 2  | 4      |
| 3         | Canada      | 0  | 3  | 0  | 3      |
| 4         | Germania    | 0  | 1  | 3  | 4      |
| 5         | Australia   | 0  | 1  | 1  | 2      |
| 6         | Italia      | 0  | 0  | 2  | 2      |
| 7         | Stati Uniti | 0  | 0  | 1  | 1      |
| Totale    | Totale      | 10 | 10 | 10 | 30     |